# Tekle Tsodeq Makuria
Tekle Tsodeq Makuria est un écrivain éthiopien de la deuxième moitié du XXe siècle, auteur notamment d'histoires autour de thèmes moraux et patriotiques. 